# 腾讯动漫
腾讯动漫是腾讯公司旗下的动漫网站，原名腾讯动漫原创发行平台，成立于2012年。范围除漫画、动画、轻小说以外，亦包括动漫资讯。与有妖气一样，腾讯动漫也推出了月票和留言吐槽功能。腾讯于2012年提出“泛娱乐”概念，故在腾讯游戏的基础上发展腾讯动漫和腾讯文学。腾讯公司计划将漫画平台同时打造成爱好者交流平台并将腾讯动漫绑定到QQ中。在腾讯动漫上连载的漫画有《尸兄》、《王牌御史》、《妖怪名单》、《中国惊奇先生》、《狐妖小红娘》、《一人之下》、《非人哉》等。在动画方面，腾讯除自行改编腾讯动漫平台的漫画作品外，还购买日本动画网络播放版权，包括《暗杀教室》。但部分漫画内容被家长质疑涉及情色。

## 历史
腾讯动漫原创发行平台，成立于2012年3月21日，2014年更名为腾讯动漫。2014年腾讯动漫动画点击数达5亿，漫画达40亿。2015年腾讯动漫超200部作品点击率千万，签约作品数超过6000部。
2015年3月，腾讯动漫在UP2015腾讯互动娱乐年度发布会上宣布将引进200部日本轻小说与500部日本漫画，包括集英社旗下众多漫画如《海贼王》、《火影忍者》、《家庭教师Reborn!》、《食戟之灵》等11部漫画的电子版发行权。在国外IP授权改编方面，腾讯与万代合作开发网游《火影忍者Online》。2015年7月10日，腾讯推出腾讯动漫手机应用，同时与日本角川集团合作引进日本轻小说，建立了电子书，第一批作品包括《魔法禁书目录》、《无头骑士异闻录》。2015年9月17日，腾讯在北京成立全资子公司腾讯影业，并宣布腾讯动漫平台拥有超过2万的漫画作品，认证作者超过9000，签约作者近500人，超过40部漫画点击次数过亿。2014年10月14日，腾讯影视旗下黑体工作室负责人陈英杰公布了腾讯展开制作的一批改编电影，包括《QQ炫舞》、《洛克王国》、《QQ飞车》、《尸兄》。
2023年12月11日，阅文集团发布《有关收购资产之关联交易》公告，称将以人民币6亿元代价收购腾讯动漫旗下包含腾讯动漫App平台、其作品知识产权与相关权利、动画及影视项目等在内的相关业务及IP资产。

## 发布漫画
腾讯会为漫画作者支付最基本的稿酬。在奖励上，腾讯动漫平台成立了腾讯动漫原创大赛和星漫奖，最终获胜的参赛者除了可以获得物质奖励之外，还会得到来自日本动漫专业人士的指导和直接工作机会。2015年腾讯推出“追梦计划”，对于新上传的作品给予最低100人民币的奖励，对于有经验的作者每个月更新一定数量给予800元人民币的奖励，月票排名第一名到第三十名可获得6000-400元不等的奖金，并且每月编辑部集体评选出的前三名，分别发放5000元、2000元、1000元人民币，整体投入的奖励金额约3000万人民币。获得编辑部奖一等奖的漫画家可以直接签约成为职业漫画家。2015年腾讯投入5000万扶持中国原创动漫，其中漫画2000万元，动画3000万元。与知音漫客的龙门赏相似，腾讯动漫也会举办漫画脚本比赛，让参赛者为漫画家写漫画故事剧本。
2014年12月2日腾讯动漫被以暴力色情为由被查处处罚。2015年2月3日，腾讯动漫就已经出现在了第二十二批违法违规互联网文化活动查处名单中，并且被罚，《尸兄》被勒令整改。2015年6月8日，中华人民共和国文化部公布了第二十三批违法违规互联网文化活动查处结果，29家网络动漫经营单位受到行政处罚，包括腾讯动漫。

## 运营
腾讯会对漫画作品前期进行培养和观察，作品成熟时会采用通用的商业化的模式，包括形象植入、联合推广、广告，到作品有广泛的粉丝基础时就可以开始进行改编授权。部分漫画需要付费才能阅读，部分漫画VIP可以免费阅读，而VIP购买付费漫画享受8折优惠，因此腾讯又推出了VIP动漫社划分付费漫画和免费漫画。2012年《山海师》推出实体书。2015年9月17日，腾讯成立腾讯影业并宣布将11部漫画改编成电影，包括《尸兄》、《狐妖小红娘》和《山河社稷图》。腾讯动漫的代表作品是《尸兄》，漫画点击量达60亿以上，动画达20亿。除了动画，《尸兄》还被改编成手机游戏、小说、电影，其中尸兄手游授权费达5000万元。《狐妖小红娘》动画版于2015年6月26日首播。腾讯动漫改编成动画的漫画还有《超神游戏》、《中国惊奇先生》、《王牌御史》等。同时腾讯也授权漫画家将自己开发的游戏改编成漫画达成双赢，如《枪神纪》。